# Jewgeni Wladimirowitsch Schalunow
Jewgeni Wladimirowitsch Schalunow (russisch Евгений Владимирович Шалунов; englische Transkription Evgeny Shalunov; * 8. Januar 1992 in Sankt Petersburg) ist ein ehemaliger russischer Radrennfahrer.

## Karriere
Jewgeni Schalunow gewann 2010 die Internationale Friedensfahrt der Junioren plus zwei Etappensiege und wurde Europameister der Junioren auf der Bahn in der Mannschaftsverfolgung. Dazu gab es Silber in der Einzelverfolgung. 2011 fuhr er einige Rennen für RadioShack auf der Straße als Stagiaire.
2012 ging er zu Lokosphinx. Im gleichen Jahr siegte er beim spanischen Eintagesrennen Vuelta a La Rioja. In den nächsten beiden Jahren folgten Siege bei der Trofeo Matteotti und bei der Vuelta a Madrid.
Daraufhin bekam Schalunow zur Saison 2016 einen Profivertrag beim UCI ProTeam Gazprom-RusVelo. Bei der letzten Etappe der Tour de Wallonie 2016 erzielte er den dritten Etappenrang und den fünften Rang in der Gesamtwertung. Mit dem Giro d’Italia 2017 bestritt er einmalig eine Grand Tour und beendete diese auf Rang 123. Auf der 19. Etappe wurde er Etappensechster in Piancavallo. Bei Rund um Köln 2017 wurde Schalunow Fünfter. Bei der Aragon-Rundfahrt 2019 verpasste er als Zweiter den Gesamtsieg nur um wenige Sekunden. Ein zählbarer Erfolg blieb ihm als Radprofi jedoch verwehrt.
Nach der Saison 2021 beendete Schalunow im Alter von 29 Jahren seine Karriere als Radrennfahrer.

## Erfolge

### Straße
2010
- Gesamtwertung und zwei Etappen Course de la Paix Juniors
- eine Etappe Vuelta al Besaya

2011
- GP Macario
- Memorial Valenciaga
- Gesamtwertung und zwei Etappen Bidasoa Itzulia
- eine Etappe Ronde de l’Isard
- zwei Etappen Tour de La Corogne

2012
- Vuelta a La Rioja

2014
- Gran Premio della Liberazione

2015
- Gesamtwertung und eine Etappe Vuelta a Madrid
- Trofeo Matteotti

### Bahn
2010
- Junioren-Europameister – Mannschaftsverfolgung (mit Roman Iwlew, Pawel Karpenkow und Kirill Sweschnikow)
- Junioren-Europameisterschaft – Einerverfolgung

## Grand-Tour-Platzierungen
| Grand Tour            | 2017 |
| --------------------- | ---- |
| Giro d’ItaliaGiro     | 123  |
| Tour de FranceTour    | –    |
| Vuelta a EspañaVuelta | –    |